# Lenny Bruce: Swear to Tell the Truth
Pour plus de détails, voir Fiche technique et Distribution.
Lenny Bruce: Swear to Tell the Truth est un film américain réalisé par Robert B. Weide, sorti en 1998.

## Synopsis
Le documentaire s'intéresse à l'humoriste Lenny Bruce.

## Fiche technique
- Titre : Lenny Bruce: Swear to Tell the Truth
- Réalisation : Robert B. Weide
- Scénario : Robert B. Weide
- Photographie : Biff Bracht
- Montage : Geof Bartz, Claire Scanlon et Robert B. Weide
- Production : Robert B. Weide
- Société de production : HBO Documentary et Whyaduck Productions
- Narration : Robert De Niro
- Pays :  États-Unis
- Genre : Documentaire
- Durée : 100 minutes
- Dates de sortie : 
  -  États-Unis : 21 octobre 1998

## Distinctions
Le film a été nommé à l'Oscar du meilleur film documentaire.